# Condado de Webster (Iowa)
El condado de Webster (en inglés: Webster County, Iowa), fundado en 1851, es uno de los 99 condados del estado estadounidense de Iowa. En el año 2000 tenía una población de 40 235 habitantes con una densidad poblacional de 22 personas por km². La sede del condado es Fort Dodge.

## Historia
El Condado de Webster se estableció 15 de enero de 1851. Recibió ese nombre en honor de Daniel Webster, estadista estadounidense.

## Geografía
Según la Oficina del Censo, el condado tiene un área total de 1860 km² (718,1 mi²), de la cual 1852 km² (715,1 mi²) es tierra y 8 km² (3,1 mi²) es agua.

### Condados adyacentes
- Condado de Humboldt norte
- Condado de Wright noreste
- Condado de Hamilton este
- Condado de Boone sureste
- Condado de Greene suroeste
- Condado de Calhoun oeste
- Condado de Pocahontas noroeste

## Demografía
En el 2000 la renta per cápita promedia del condado era de $35 334, y el ingreso promedio para una familia era de $43 772. El ingreso per cápita para el condado era de $17 857. En 2000 los hombres tenían un ingreso per cápita de $31 047 contra $23 042 para las mujeres. Alrededor del 10% de la población estaba bajo el umbral de pobreza nacional.
| 1900   | 1910   | 1920   | 1930   | 1940   | 1950   | 1960   | 1970   | 1980   | 1990   | 2000   | Est.2006 |
| ------ | ------ | ------ | ------ | ------ | ------ | ------ | ------ | ------ | ------ | ------ | -------- |
| 31 757 | 34 629 | 37 611 | 40 425 | 41 521 | 44 241 | 47 810 | 48 391 | 45 953 | 40 342 | 40 235 | 38 960   |

## Lugares

### Ciudades
- Badger
- Barnum
- Callender
- Clare
- Dayton
- Duncombe
- Fort Dodge
- Gowrie
- Harcourt
- Lehigh
- Moorland
- Otho
- Vincent

### Lugares designados
- Coalville

### Otras Comunidades
- Burnside

### Principales carreteras
- U.S. Highway 20
- U.S. Highway 169
- Carretera de Iowa 7
- Carretera de Iowa 175
- Carretera de Iowa 144